# Tom Shark (Filmreihe)
Tom Shark war eine Krimi-Serie aus den Jahren 1916 bis 1917. Die Titelrolle dieser Stummfilme spielte Alwin Neuss, der auch meist Regie führte. Nur bei einem Film der Reihe übernahm diese Heinz Karl Heiland.

## Filme
| Jahr | Seriennummer | Titel                  | Regisseur          | Darsteller  | Nr. der Zensurkarte Polizei Berlin |
| ---- | ------------ | ---------------------- | ------------------ | ----------- | ---------------------------------- |
| 1916 | I.           | Das Licht im Dunkeln   | Alwin Neuss        | Alwin Neuss | 38491                              |
| 1916 | (II.)        | Der Thug               | Alwin Neuss        | Alwin Neuss | 39636                              |
| 1916 | III.         | Das Geheimnis des Sees | Heinz Karl Heiland | Alwin Neuss | 39898                              |
| 1916 | IV.          | Das Lied des Lebens    | Alwin Neuss        | Alwin Neuss | 39996                              |
| 1917 | V.           | Die Spinne             | Alwin Neuss        | Alwin Neuss | 40272                              |
| 1917 | (VI.)        | Der Mann im Havelock   | Alwin Neuss        | Alwin Neuss | 40511                              |
| 1917 | (VII.)       | Das Defizit            | Alwin Neuss        | Alwin Neuss | 40712                              |
| 1917 | (VIII.)      | Der Jubiläumspreis     | Alwin Neuss        | Alwin Neuss | 40997                              |

Die Hörspielserie „Tom Shark – König der Detektive“ basiert nicht auf diesen Filmen, sondern beruht auf der Comicreihe „Tom Shark“.